# Pa ceļam aizejot
Pa ceļam aizejot (internationaal bekend onder de titel Leaving by the Way) is een Letse dramafilm uit 2012, geregisseerd door Viesturs Kairišs. De première van de film vond plaats op 6 juli 2002, tijdens het Karlovy Vary International Film Festival. De hoofdacteurs zijn Davis Bergs (Dauka Ziedlapa), Viesturs Kairišs (Ilga) en Guna Zariņa (Ruta).

## Verhaal
De man van Ilga Ziedlapa is gestorven op zee en Ilga is erg verdrietig. Dan krijgt Ilga een affaire met Viktors en ontmoet Dauka, haar negen jaar oude zoon, die ze door haar verdriet nog niet had ontmoet. Haar zoon is ook heel verdrietig door het overlijden van zijn vader en ook Ruta, de ex-vrouw van Viktors, is boos.

## Rolverdeling
| Personage      | Acteur              |
| -------------- | ------------------- |
| Dauka Ziedlapa | Davis Bergs         |
| Ilga Ziedlapa  | Elita Kļaviņa       |
| Ruta           | Guna Zariņa         |
| Vilnis         | Andris Keišs        |
|                | Jānis Paukštello    |
| Viktors        | Eriks Vilsons       |
| Daina          | Baiba Broka         |
| Dauka's vader  | Vigo Roga           |
| Liga           | Liga Cizevska       |
|                | Inga Alsiņa         |
|                | Maija Apine         |
| Ritvars Abele  | Girts Ecis          |
| Politieagent   | Juris Gornavs       |
| Karina Abele   | Sandra Kļaviņa      |
| Viva           | Kristīne Nevarauska |
| Vera           | Regīna Razuma       |
| Korporelis     | Andris Strods       |

## Prijzen en nominaties
Pa ceļam aizejot kreeg de volgende prijzen en werd voor de volgende prijzen genomineerd.
| Prijs              | Resultaat   | Waarvoor en aan wie                              |
| ------------------ | ----------- | ------------------------------------------------ |
| Crystal Globe      | genomineerd | Regisseur Viesturs Kairišs                       |
| Latvian Film Prize | gewonnen    | Beste film, Guntis Trekteris                     |
| Jury Prize         | gewonnen    | debuut, regisseur Viesturs Kairišs               |
| FIPRESCI Prize     | gewonnen    | Beste baltische film, regisseur Viesturs Kairišs |